# Râul Valea Lacului, Barcău
Râul Valea Lacului  este un curs de apă, afluent al râului Barcău. 